# Lotten von Kræmer
Charlotta (Lotten) Lovisa von Kræmer, född 6 augusti 1828 på Djurgården i Stockholm, död 23 december 1912 i Engelbrekts församling, Stockholm, var en svensk författare, feminist, donator och filantrop. Hon är känd som instiftaren av Samfundet De Nio och Lotten von Kræmers pris är uppkallat efter henne. 

## Biografi

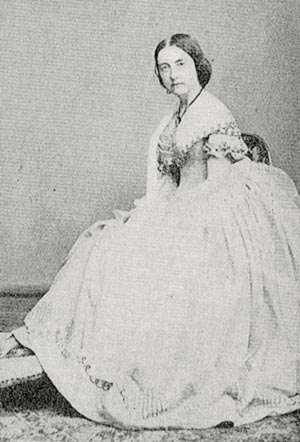
Lotten von Kræmer. Ungdomsfoto.

Lotten von Kræmer var dotter till landshövdingen i Uppsala län, friherre Robert Fredrik von Kræmer. Hon hade fyra syskon och växte upp på Uppsala slott, där hon undervisades av professorer och docenter från Uppsala universitet. Tidigt vande hon sig vid ett kulturellt sällskapsliv och diktare som Geijer och Atterbom umgicks med föräldrarna. Hon gjorde sig känd i societetslivet för sina talanger vid litterära uppläsningar, tablåer och de amatörteaterföreställningar som framfördes på slottet och ibland på Uppsala teater. Redan som ung fick hon ambitionen att bli författare och tillägnade sig radikala idéer. 
Sommaren 1847 reste hon tillsammans med familjen genom Tyskland, Österrike och Italien. Samma år blev hon långsamt alltmer döv efter en scharlakansfeber, något som påverkade henne djupt. Hon var hemligt förlovad 1855 med docenten i estetik, Sten Johan Stenberg, men bröt förlovningen 1870 på grund av sin dövhet och för att Stenberg ogillade hennes ideal och ambitioner. 
Vid faderns död 1880 ärvde hon en stor förmögenhet, som hon lär ha skött ansvarsfullt och spenderat på sina intressen, bland annat finansiering av reformverksamhet av olika slag. Hon bosatte sig 1879 i Stockholm och levde med åren allt mer spartanskt, tills hon kom att betraktas som ett tragiskt original och "trasfröken". 
Lotten von Kræmer ligger begravd på Uppsala gamla kyrkogård.

### Litterär produktion
Bland von Kræmers diktsamlingar märks Dikter (1863), Ackorder (1870), Nya dikter (1882) och Fragment jämte andra dikter (1902). Hon skrev även den nyrationalistiska skriften Tankar i religiösa ämnen (1866),  de novellistiska skisserna Fantasiklängväxter kring verklighetens stam (1865), reseskildringen Bland skotska berg och sjöar (1870) samt dramerna Strid (1860), Felicia (1882) och Farna (1893, 1902). 
Hon startade tidskriften Vår Tid, av vilken tre årgångar utkom 1877–1879. 

### Socialt engagemang

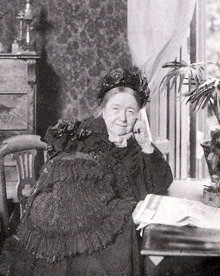
Lotten von Kræmer på äldre dagar.

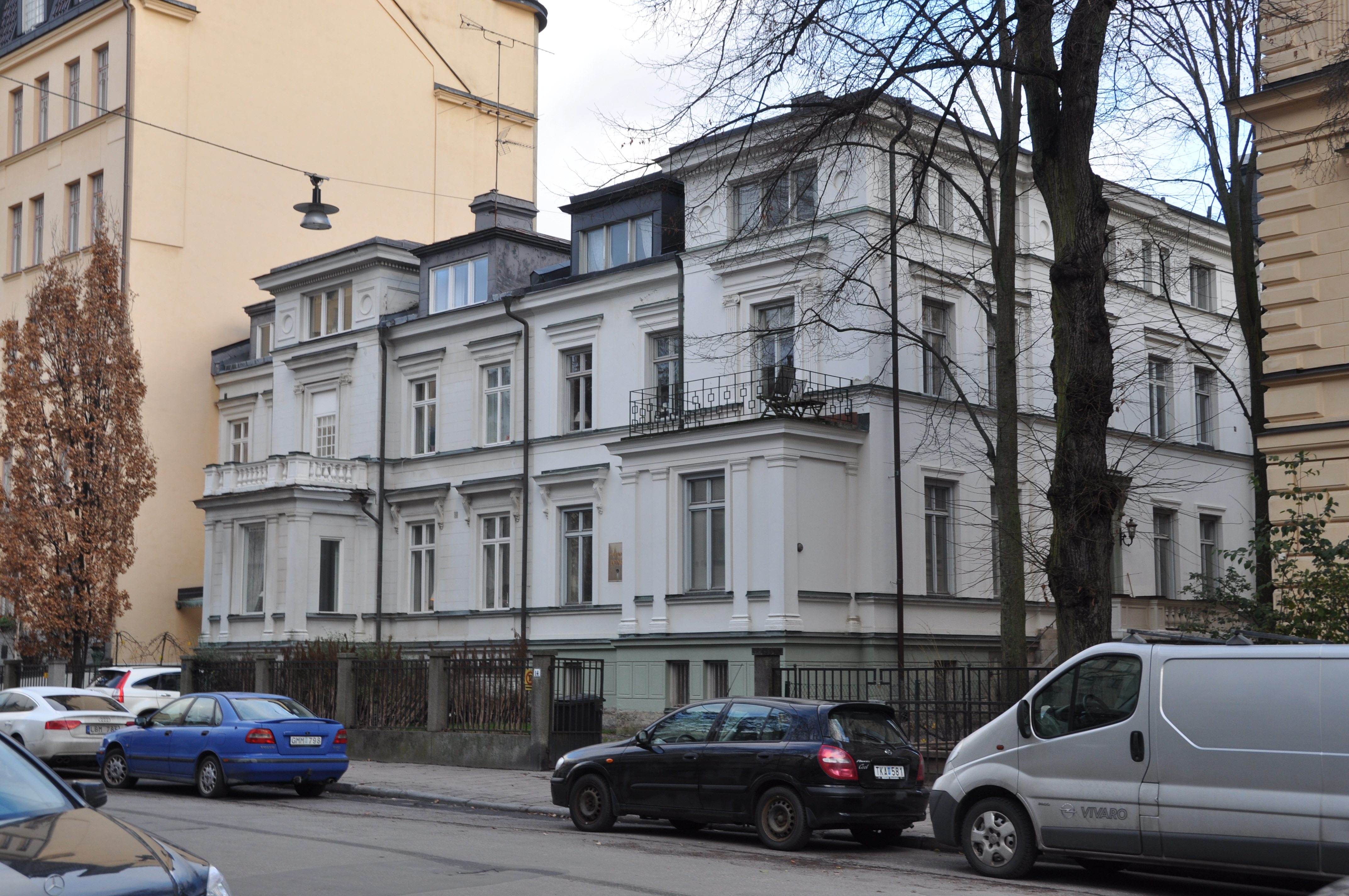
von Kræmer testamenterade huset på Villagatan 14 i Stockholm till Samfundet De Nio

Lotten von Kræmer intresserade sig för sociala reformer, bland dem kvinnors rättigheter, och 1872 grundade hon den första stipendiefonden för kvinnliga studenter vid Uppsala universitet. Hon stödde också finansiellt tidskriften Ord och Bild, Fredrika Bremer-förbundet, Handarbetets vänner och Östermalms arbetsstuga för fattiga barn.  
Hon deltog även i kampen för kvinnlig rösträtt och var en av de största bidragsgivarna till Landsföreningen för kvinnans politiska rösträtt (LKPR). Under den internationella rösträttskongressen i Stockholm i juni 1911, då rörelsen företog en kortege genom staden, stannade den upp utanför hennes balkong. som ett erkännande av hennes betydelse för rörelsen. Internationella kvinnorösträttsalliansens sjätte kongress hade till stor del finansierats av henne.

### Samfundet De Nio
Lotten von Kræmer instiftade Samfundet De Nio och testamenterade även sin förmögenhet till samfundet, vilket bland annat resulterade i Lotten von Kræmers pris. Hennes Samlade skrifter utgavs 1918 av samfundet.

## Bibliografi

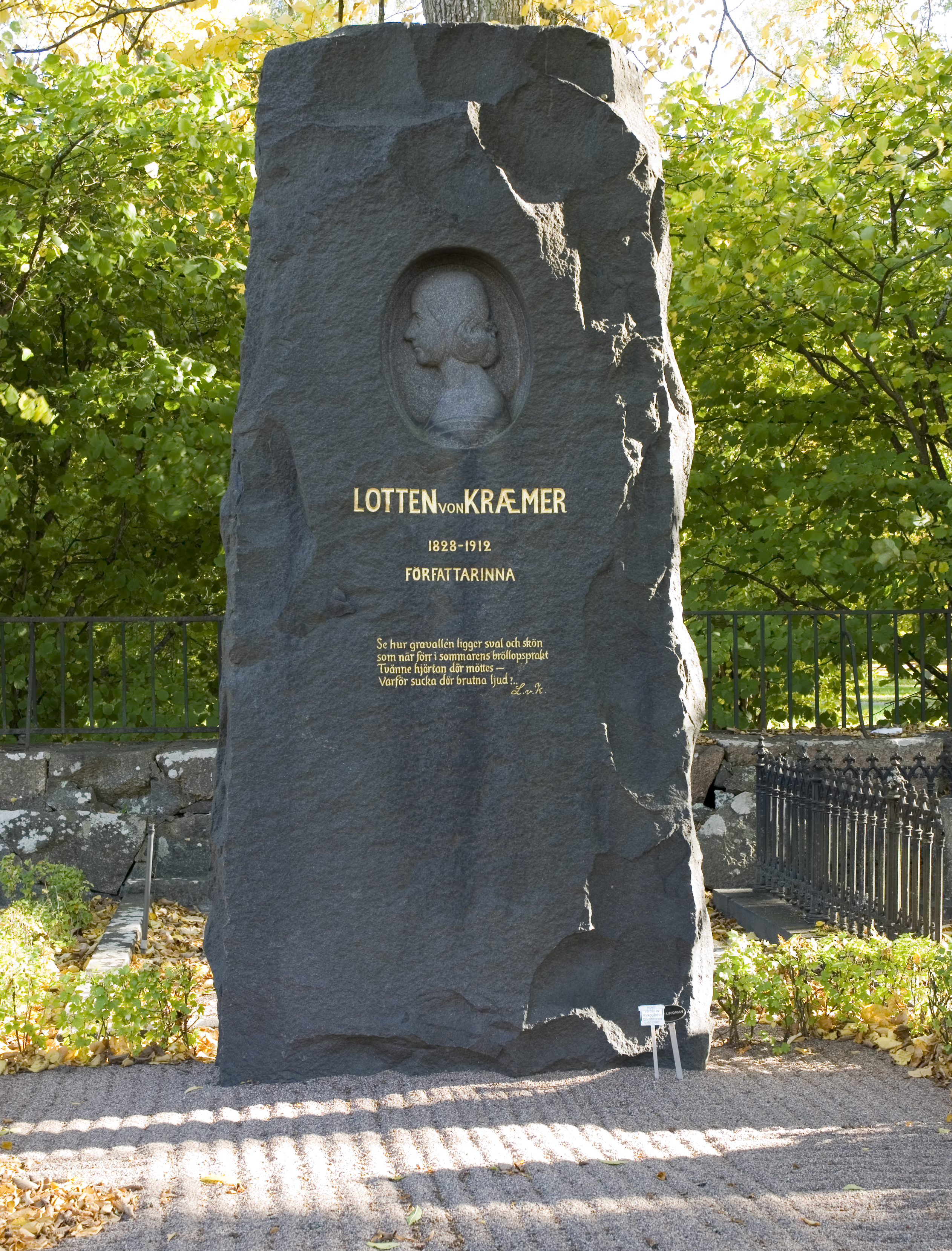
Gravstenen på Uppsala gamla kyrkogård.

### Varia
- Tankar i religiösa ämnen. 1-2. Uppsala: Edquist. 1866. Libris 1582658 - Utgivna anonymt.
- Lady Jane Wilde's letters to fröken Lotten von Kræmer : 1857-1885. Lewiston, N.Y.: Edwin Mellen Press. 2008. Libris 11301432. ISBN 978-0-7734-4891-9 - Edited by Karen Sasha Anthony Tipper. With a preface by Donald Mead.

### Redaktörskap
- Vår tid : illustrerad tidning. Stockholm. 1877-1879. Libris 9979092

### Samlade upplagor och urval
- Samlade skrifter. Stockholm: Bonnier. 1918. Libris 2001652 . Utgivna av Samfundet De Nio. Med levnadsteckning av John Landquist.
  -  Del 1, Dikter. Libris 2001654
  -  Del 2, Dikter. Libris 2001655
  -  Del 3, Prosastycken. Libris 2001656
  -  Del 4, Dramer. Libris 2001653
- Valda dikter. Stockholm: Bonnier. 1918. Libris 500322. https://litteraturbanken.se/f%C3%B6rfattare/Kr%C3%A6merL/titlar/ValdaDikter/sida/I/faksimil?om-boken